# Charlotte Geer
Charlotte Geer, född den 13 november 1957 i Greenwich, Connecticut, är en amerikansk roddare.
Hon tog OS-silver i singelsculler i samband med de olympiska roddtävlingarna 1984 i Los Angeles.